# Que te quería
«Que te quería» es el primer sencillo del álbum Sin frenos, el cuarto de estudio, del grupo español La Quinta Estación. El 5 de enero de 2009, fue la fecha elegida para el lanzamiento del sencillo, habiéndose lanzado previamente un avance del mismo.

## Información
La canción fue compuesta por Ángel Reyero y Armando Ávila. Armando Ávila también fue el productor del sencillo.
El 4 de abril de 2009 consiguió el número uno en la lista de Los 40 Principales. Se mantuvo en la misma posición una semana.

## Videoclip
El videoclip está dirigido por Jorge Abarca. 
Si algo abunda en el videoclip de Que te quería es el fuego. En medio de espectaculares explosiones de fuego fue filmado el video en un foro en el Distrito Federal en México. 
El video fue una producción de Tribu Films bajo la dirección de Jorge Abarca. La grabación del video duró 24 horas. 
Aparecen en el video, Natalia Jiménez y Ángel Reyero, quienes tuvieron que interpretar la canción una y otra vez mientras a sus alrededores se hacían explosiones de fuego bajo la supervisión de expertos en efectos especiales con gas. 
Parte de la filmación del corto se realizó con una cámara Phantom, un equipo especial utilizado en la grabación de imágenes de alta calidad y de gran detalle. 

## Tras la grabación
- "Que te quería" es la canción que abre el disco y es muy distinta, más roquera a lo que habían hecho hasta ahora. Habla de una relación pasada de alguien que intenta apegarse a algo que ya no es.
- El vestido rojo que viste la vocalista del grupo al ser de seda y a causa de las extremadas temperaturas del lugar donde se filmó, se le ensanchaba y necesitaban cogerlo con pinzas por detrás.
- Natalia Jiménez no sale nunca de espaldas o dando una vuelta completa en el videoclip, ya que el vestido lo tenía sujeto por detrás con unas pinzas.

## Trayectoria en las listas
| Lista (2009)                        | Mejor posición             |
| ----------------------------------- | -------------------------- |
| Bolivia                             | 13                         |
| Chile                               | 6                          |
| Colombia                            | 44                         |
| Costa Rica                          | 12                         |
| Cuba                                | 11                         |
| Ecuador                             | 25                         |
| El Salvador                         | 40                         |
| España                              | 4                          |
| Guatemala                           | 32                         |
| Los 40 Principales                  | 1                          |
| México Top 100                      | 1 (13 Semanas En Posición) |
| Panamá                              | 6                          |
| Perú                                | 68                         |
| Puerto Rico                         | 3                          |
| República Dominicana                | 5                          |
| Top Latino                          | 1                          |
| U.S. Billboard Hot Latin Tracks     | 4                          |
| U.S. Billboard Latin Pop Airplay    | 1                          |
| U.S. Billboard Latin Rhythm Airplay | 25                         |

| Posición | 29 | 22 | 15 | 10 | 7 | 6 | 4 | 3 | 2 | 2 | 2 | 1 | 3 | 4 | 5 | 7 | 7 | 5 | 4 | 4 | 6 | 6 | 7 | 10 | 11 | 13 | 20 | 24 | 25 | 28 | 32 | 33 | 36 | 37 | 39 | 40 |

| Predecesor: "No me doy por vencido" de Luis Fonsi                   | Top Latino — Sencillo N° 1 8 de marzo de 2009 — 19 de abril de 2009 9 de mayo de 2009 — | Sucesor: "Aquí estoy yo" de Luis Fonsi                           |
| Predecesor: "Se Te Olvidó" de Kalimba                               | México Top 100 — Sencillo N° 1 21 de marzo de 2009 — 14 de junio de 2009                | Sucesor: "Lentamente" de Fey                                     |
| Predecesor: "Colgando en tus manos" de Carlos Baute y Marta Sánchez | Los 40 Principales — Sencillo N° 1 4 de abril de 2009 — 10 de abril de 2009             | Sucesor: "Colgando en tus manos" de Carlos Baute y Marta Sánchez |